# Mikołaj Firlej (hetman)

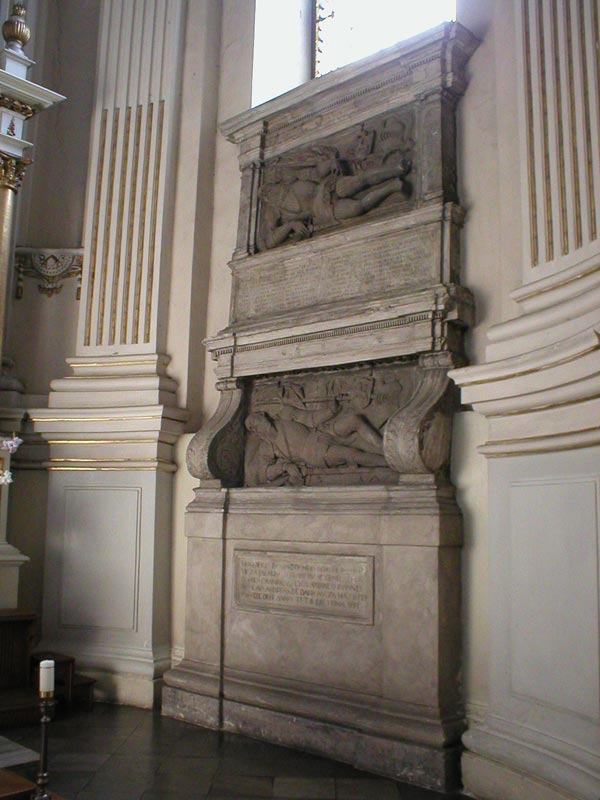
Nagrobek Mikołaja i Piotra Firleja w kościele dominikanów w Lublinie

Mikołaj Firlej z Dąbrowicy herbu Lewart (zm. 1526) – kasztelan krakowski od 1520, hetman wielki koronny w latach 1515–1526, wojewoda sandomierski od 1514, wojewoda lubelski w latach 1507–1514, hetman zaciężny polski w kampanii 1508 (dowodził oddziałem w sile 5000 żołnierzy), przedstawiciel dyplomatyczny Rzeczypospolitej w Imperium Osmańskim w 1489 i 1502.

## Życiorys
Syn Piotra Firleja z Dąbrowicy, pisarza ziemskiego lubelskiego i Jadwigi Osmólskiej herbu Bończa. Jego żoną była Anna Mielecka, a córką Katarzyna Firlej.
W 1485 był już dworzaninem króla Kazimierza Jagiellończyka. W 1486 brał udział w wielkim poselstwie do cesarza Fryderyka III. W 1487 towarzyszył królewiczowi Janowi Olbrachtowi w wyprawie przeciwko Tatarom, gdzie odznaczył się w bitwie pod Kopystrzyniem. W 1489 posłował do sułtana Bajazyda II i zawarł z nim dwuletni rozejm. W 1497 wziął udział w nieudanej wyprawie Jana Olbrachta na Bukowinę. Po wyprawie bukowińskiej, mianowany został chorążym krakowskim i starostą lubelskim. W 1499 jako jeden z panów małopolskich podpisał w imieniu Korony Królestwa Polskiego unię krakowsko-wileńską z Wielkim Księstwem Litewskim. W 1502 ponownie wysłany został w poselstwo do Turcji, odnowił rozejm na następne pięć lat, po powrocie został kasztelanem lubelskim. W 1503 posłował na Węgry, w celu pozyskania pomocy w odebraniu Mołdawii Pokucia. Podpisał konstytucję Nihil novi na sejmie w Radomiu w 1505. Podpisał dyplom elekcji Zygmunta I Starego na króla Polski i wielkiego księcia litewskiego na sejmie w Piotrkowie 8 grudnia 1506. Poseł na sejm koronacyjny 1507 roku z województwa lubelskiego. Zygmunt I mianował go w 1507 wojewodą lubelskim. Na gruntach ówczesnej wsi Syrokomla przystąpił do budowy wspaniałego bastjonowego zamku Janowiec (województwo lubelskie) w stylu późnego renesansu. Prace przy wielkiej rezydencji, mającej swym rozmachem przyćmić położony po drugiej stronie Wisły zamek w Kazimierzu, rozpoczęły się w roku 1507 i trwały około 20 lat (niektóre źródła podają datę 1526–37). Budowę dokończył jego syn Piotr Firlej.
W czasie wojny litewsko-moskiewskiej 1507–1508 stłumił powstanie Michała Glińskiego. W 1508 przeszedł do działań zaczepnych, pokonując Rosjan w bitwie pod Orszą. 16 października 1514 mianowany został wojewodą sandomierskim, a w 1515 hetmanem wielkim. Towarzyszył królowi w pertraktacjach na zjeździe wiedeńskim. W 1519 brał udział w bitwie pod Sokalem z Tatarami, zakończonej przegraną wojsk polsko-litewskich.
W czasie wojny polsko-krzyżackiej 1519–1521 był dowódcą polskiej armii zaciężnej, liczącej 1 950 kawalerii i 1 800 piechoty. 28 maja 1520 rozpoczął oblężenie Królewca, jednak zwinął je w lipcu na wieść o podjęciu przez wielkiego mistrza Albrechta rokowań z królem polskim. Wojska polskie zostały także zagrożone przybyciem odsieczy duńskich wojsk zaciężnych. Wycofał się do Bydgoszczy, gdzie stanął na czele 7 000 oddziału kawalerii szlacheckiej. 28 listopada zdobył Chojnice, jednak decyzją Sejmu jego oddział wkrótce uległ rozwiązaniu. Był sygnatariuszem aktu traktatu krakowskiego w 1525.
W 1509 lokował miasto Czemierniki na prawie magdeburskim, gdzie wzniósł też renesansowy zamek.
Pochowany w kościele dominikanów w Lublinie.

## Literatura
- Adam Boniecki: Herbarz polski: wiadomości historyczno-genealogiczne o rodach szlacheckich. Cz. 1. T. V. Warszawa : Warszawskie Towarzystwo Akcyjne S. Orgelbranda S[yn]ów), 1902, s. 288.